# سفرجل ياباني
السَفَرْجَل الياباني أو سفرجل اليابان (الاسم العلمي: Chaenomeles japonica) هو نوع نباتي يتبع الفصيلة الوردية من رتبة الورديات. وهو نوع من السفرجل المزهر موطنه اليابان. وهي شجيرة شائكة نفضية، تشتهر بأزهار الربيع الملونة باللون الأحمر أو الأبيض أو الوردي أو المتعدد.

## معرض الصور

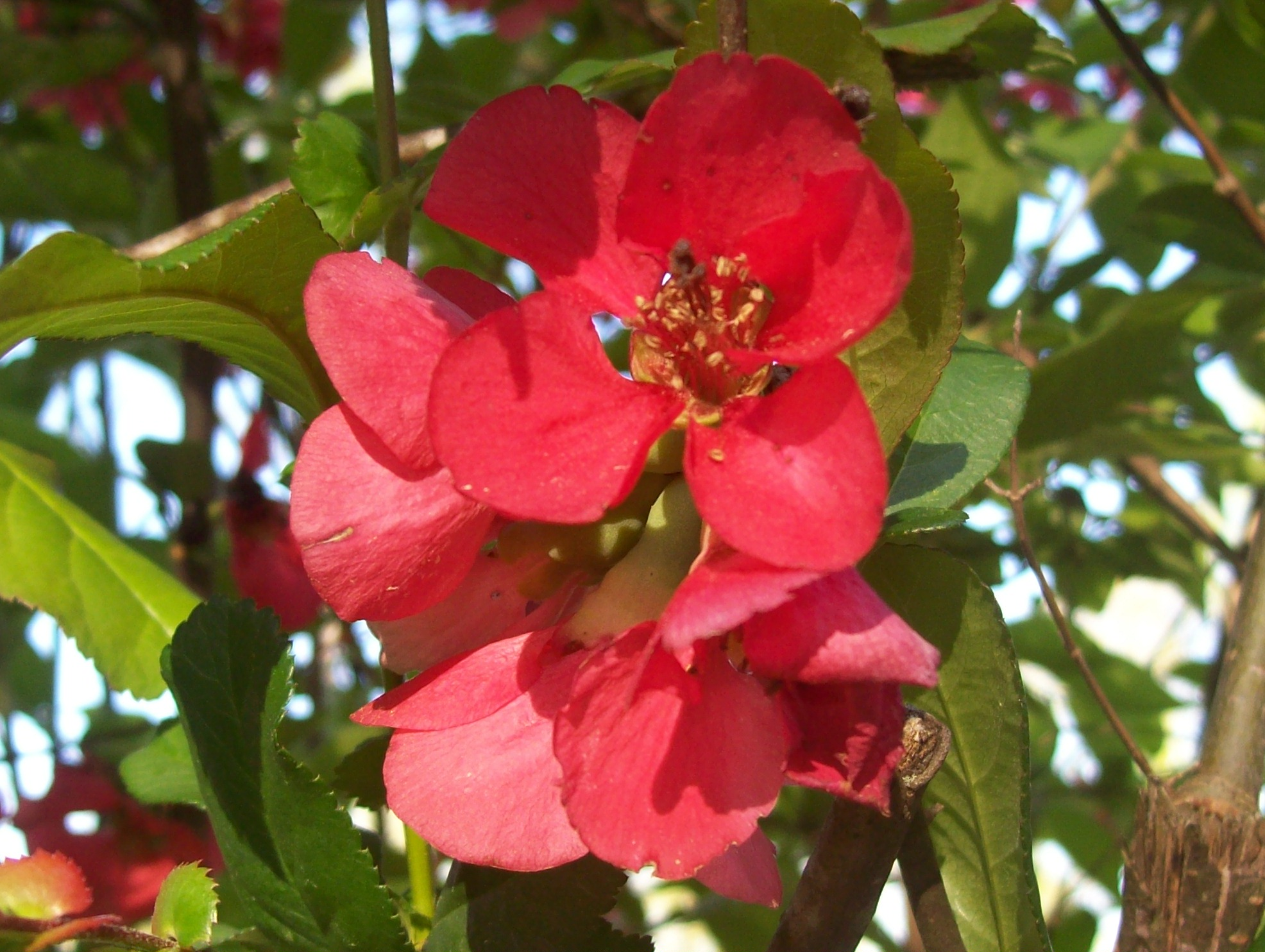
زهور
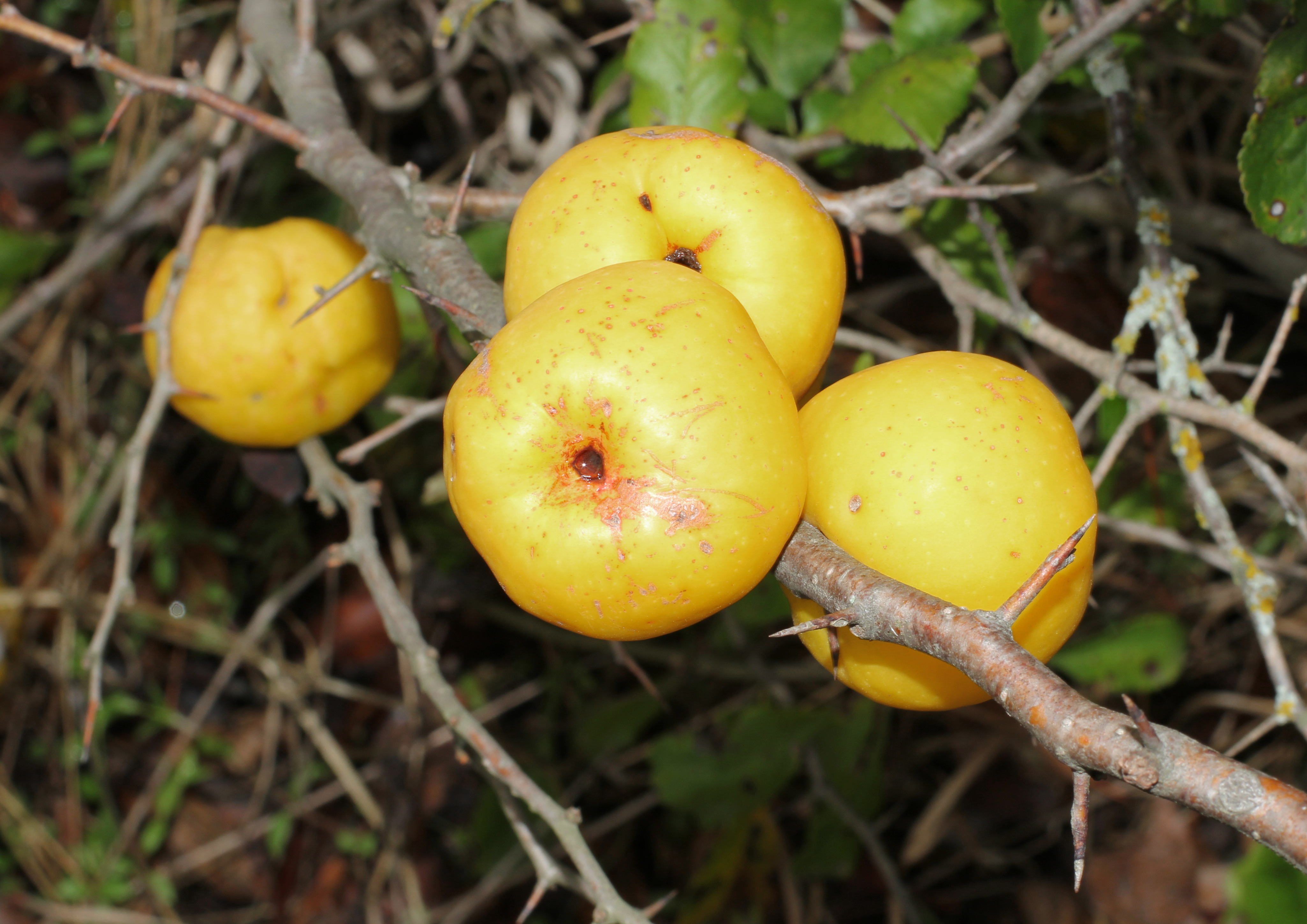
فاكهة
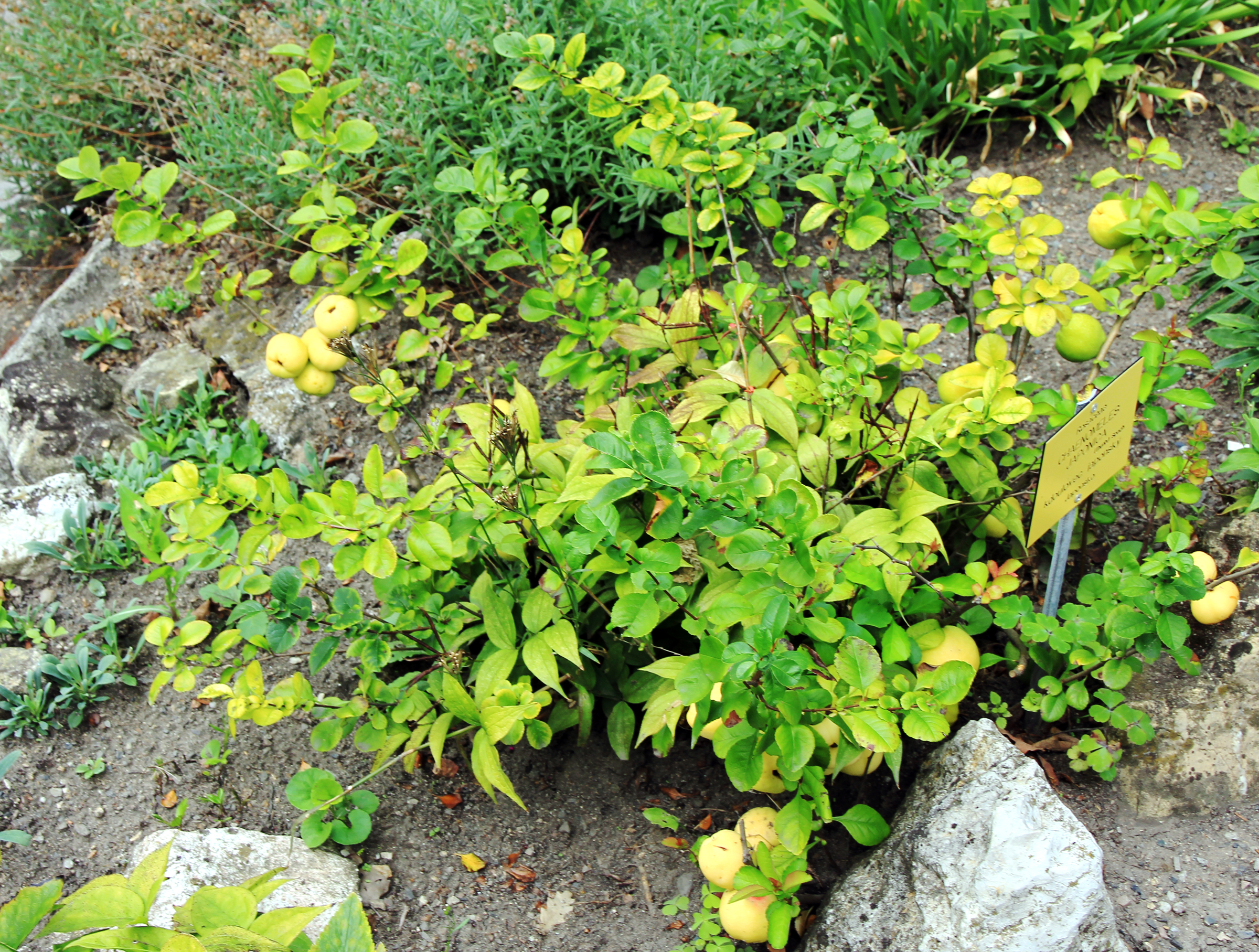
نبات كامل